# Poltavai terület természetvédelme
A Poltavai terület természetvédelme
Országos jelentőségű védett területei: két nemzeti parkból, 18 természetvédelmi területből (природних заповідників), 20 tájvédelmi körzet (заповідників), 1 növény parkból (дендрологічний парк), 1 botanikus kertből (ботанічний сад), 1 védett botanikai emlékhelyből (ботанічна пам’ятка природи), 4 városi kert-parkból (парки-пам’ятки садово-паркового мистецтва) áll.

## Nemzeti Parkok
Prijatinszkij nemzeti park (Пирятинський національний природний парк) 12028 ha. Prijatiinszkij járás Davidivszka, Szaszenivszka, Berezovorudszka, Kaplincivszka, Harkivecka, Dejmanivka falvaknál. Pirjatin város közelében.
Nizsnoszulszkij Nemzeti Park (Нижньосульський національний природний парк) 10764 ha. Szuli folyó torkolata, Kremencsuckij víztározó, Globinszkij járás, Lipove falunál. Szemenivszkij járás Gorosine, Pogrebjanki, Demjanivka falvaknál. Orzsickij járás: Velikoszelecke, Maloszelecke, Plehiv, Oniski és Csutivka falvaknál.

## Természetvédelmi területek
Bileckivszki síkság (Білецьківські плавні) 2980 ha. Kremencsuckij járás, Zelenij tó, Dinki, Fantazija, Gradizke és Krjukivszke erdészetek területe. Bileckivka falu közelében.
Velikoszelecki (Великоселецький заказник) 1000 ha. Orzsuckij járás, Velikoszelecke és Maloszelecke falvak között.
Vilhivscsinszkij rezervátum (Вільхівщинський заказник ) 1030 ha. Poltavszkij járás, Vilhivscsina és Vaszilivka falvak között.
Grakove rezervátum (Гракове заказник) Hidrológiai Természetvédelmi Terület. 500 ha. Szemenivszkij járás, Obolony falunál.
Dejmanivszkiij tartalék (Дейманівський заказник) 622,7 ha. Pirjatinszij járás, Udaj folyó ártere. Dejmannivka és Skurati falvak között.
Korolenkova nyaraló (Короленкова дача) 79,1 ha. Sisackij járás, Malij Pereviz falu.
Kukvinszkij rezervátum (Куквинський заказник) 300 ha. Pirjainszkij járás, Povsztin falu.
Lucskivszkij tájpark (Лучківський ландшафтний заказник ) 1620 ha. Kobeljackij járásban, Lucski falunál található.
Maloperescsepinszkij rezervátum (Малоперещепинський заказник ) 640 ha. Szanzsarszkij járásban, Mankivka falunál található.
Mihnivszkij rezervátum (Михнівський заказник ) Restilszkij járás, Govtva folyó ártere. Mihnivka falunál található.
Plehivszkij rezervátum (Плехівський заказник ) 500 ha. Hidrológiai Természetvédelmi Terület.
Оrzsickij járás, Plehiv falunál, Orzsici várostól keletre található.
Rogoziv kutok (Рогозів куток) védett táj. 1600 ha. Szemenivszkij járás, Hudolivka falu, Novij Kalkajiv.
Ruszkij Orcsik (Руський Орчик) 785 ha. Masivszkij járás, Rjaszkij falunál, Masivki várostól északra található.
Svjatilivszkij (Szent Ilja) madártani rezervátum (Святилівський орнітологічний заказник ) 139,2 ha. Globinszkij járás, Szvjátilivka falunál.
Szerednoszulszkij rezervátum (Середньосульський заказник). 2243 ha. Vízrajzi Természetvédelmi Terület. Elhelyezkedő Lokvickij járásban, Lokvicja várostól északra található.
Szolone ((Só)) rezervátum (Солоне заказник) 400 ha. Vízrajzi Természetvédelmi Terület. Szemenivszkij járás, Obolon és Pogrebjanki települések között Natalenki községnél található.
Sulinszkij tájpark (Сулинський ландшафтний заказник) 7871 ha. A Cserkaszi Terület, Csornobajvszkij járás és a Poltavai Terület Globinszkij és Szemenivszkij járások területén, a Szuli folyó torkolatánál található.
Hrisztanivszkij rezervátum (Христанівський заказник) 1500 ha. Hrisztanivak falunál Lovickij járás, Szuli folyó jobb partján.
Cservenoberezsja (Червонобережжя) 803 ha. A Lubenszkij és Csoruhiszkij járásokban, északkeletre a Ginciv (Гінців) falutól, Luben várostól északnyugatra található.

## Természeti emlékek, botanikus kertek és parkok
Berezovorudszkij Park (Березоворудський парк) 45 ha. Berezova Rudka falunál, Pirjatin várostól északnyugatra található.
Kovpakivszkij erdő Ковпаківський лісопарк) 196 ha. A Vorszkla folyó mindkét partján, a Kotelevszkij járásban található.
Paraszocke völgy (Парасоцьке урочище) 145 ha. A Vorszkla folyó jobb partján, a Mihajlivki falu közelében a Dikanszkovoi erdészet területén található.
Poltavai városi park (Полтавський міський парк) 19 ha. Poltava város északi részén, a Monasztirszkij hegyi ligetben található, része a Jakivcsanszkij erdő.
Usztyimivszkij Arborétum Park (Устимівський дендрологічний парк) 8,44 ha. Usztimivki falunál, Globinszkiji járásban található.
Gomiteckij Park (Хомутецький парк) 77 ha. Mirgorod várostól északkeletre, Gomutec falunál található. A Muravjovih-Aposztoliv palota területén (Палац Муравйових-Апостолів)
Horolszkij Botanikus Kert (Хорольський ботанічний сад) 18 ha. Gorolszkij járás, Gorol városánál található. Tölgyeseiről híres.